# Magnolia cespedesii
Magnolia cespedesii là một loài thực vật thuộc họ Magnoliaceae. Đây là loài đặc hữu của Columbia.

## Hình ảnh

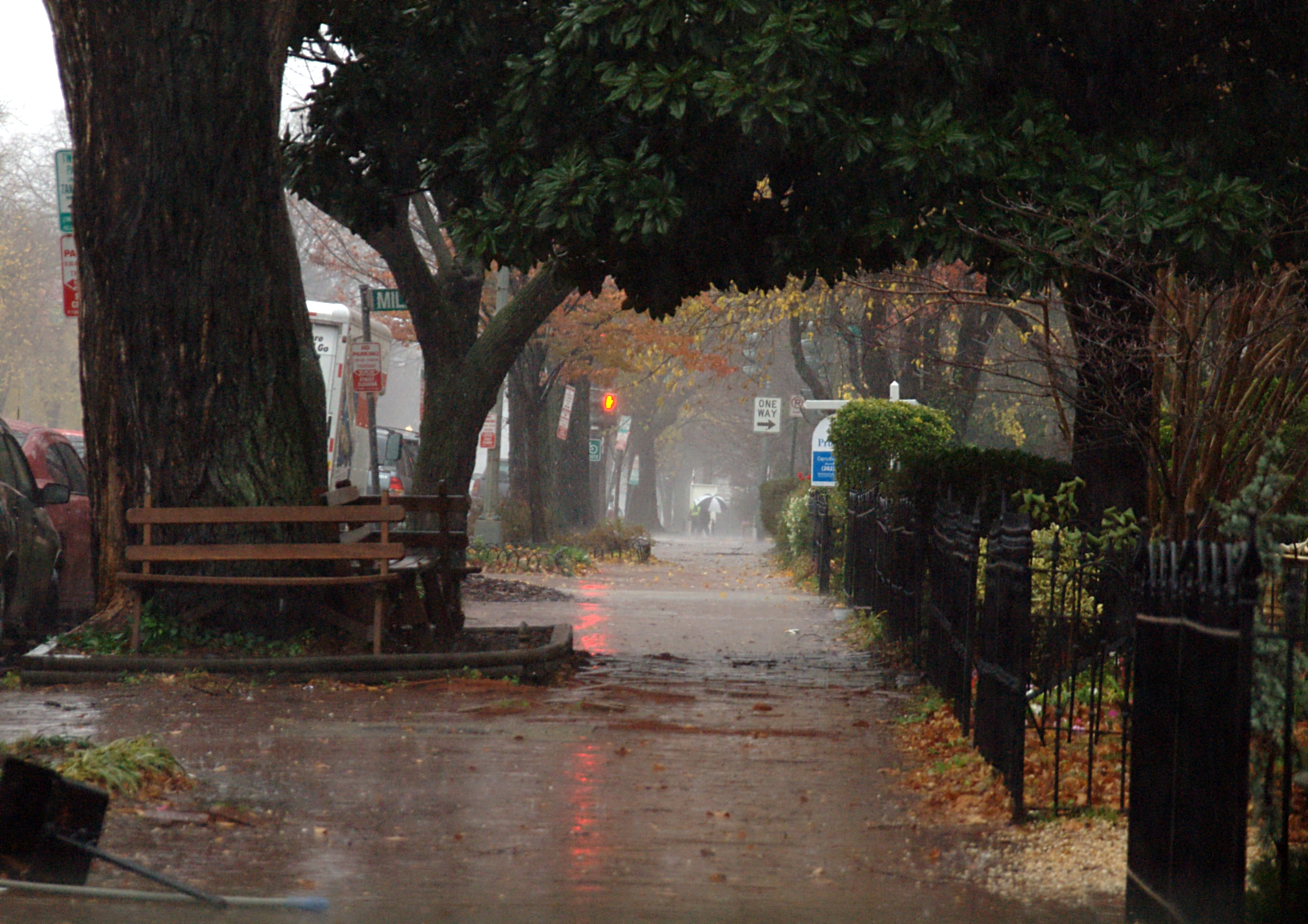
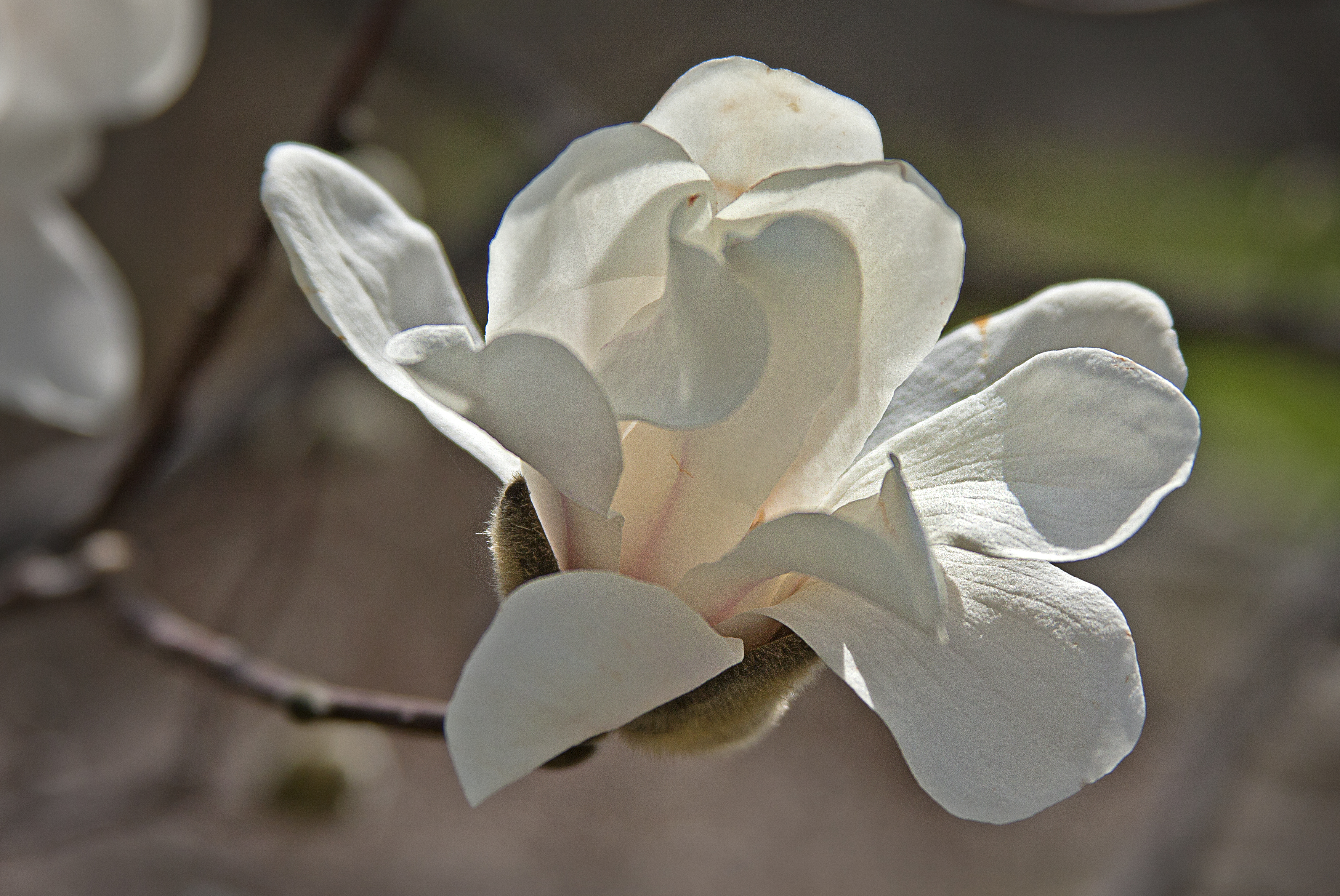
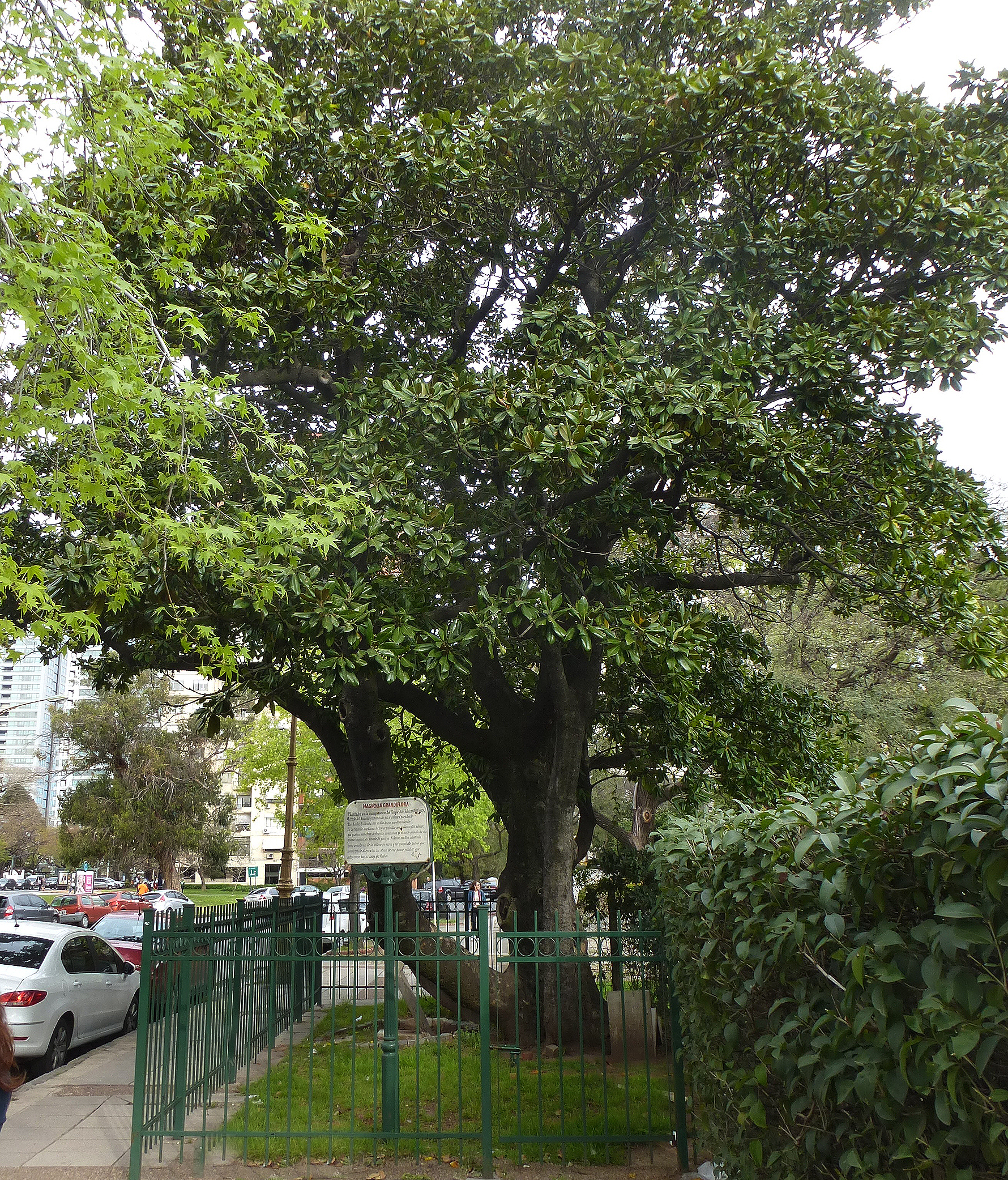
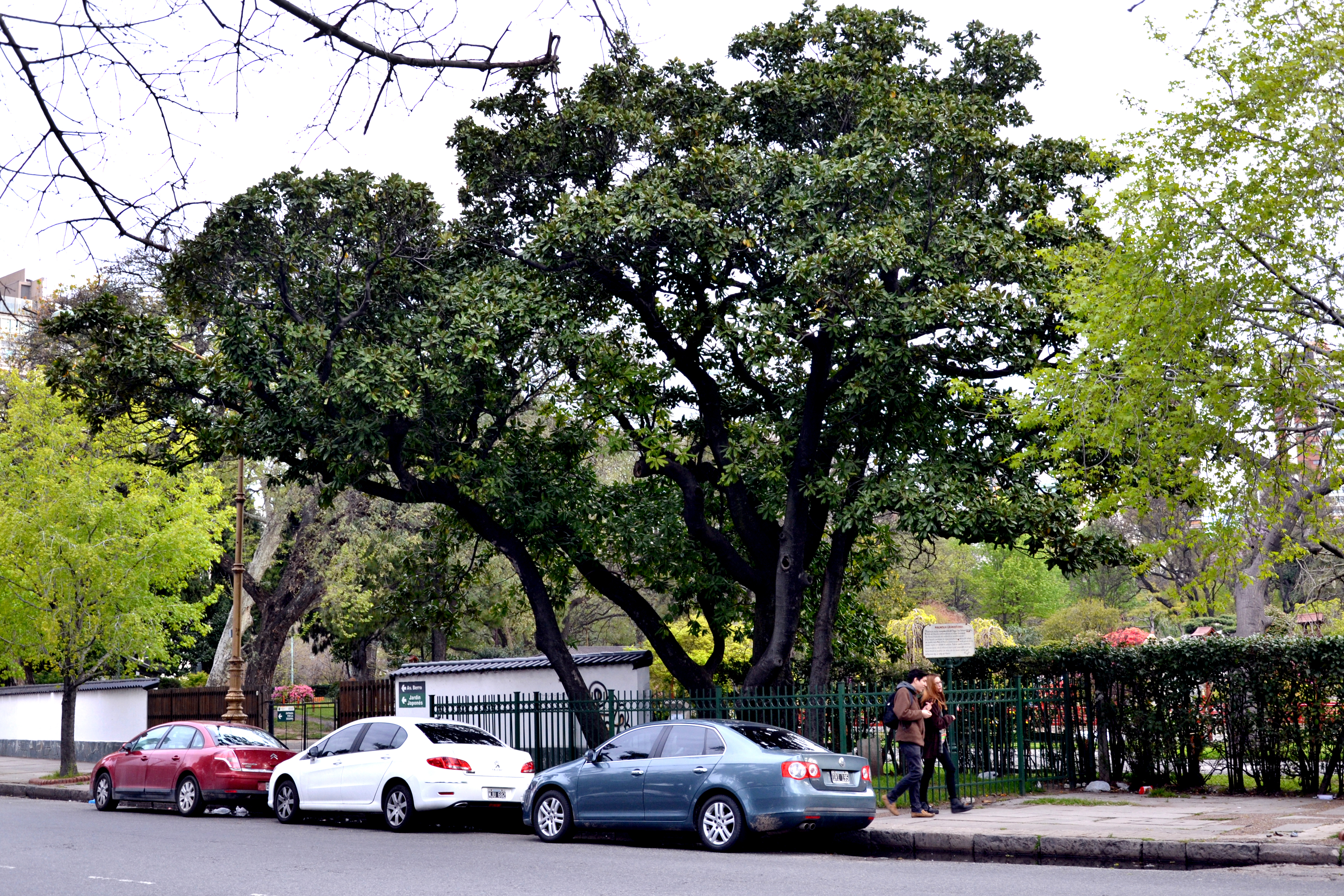